# スヴァールバル (哨戒艦)
スヴァールバル（ノルウェー語: KV Svalbard / ペナント・ナンバー: W303）は、ノルウェー沿岸警備隊の砕氷哨戒艦。
本艦は、テレマルク県のランステン（Langsten）造船所において建造されており、2000年8月9日に起工、2001年2月17日に進水し、同年12月15日に就役した。予算は5億7500万ノルウェー・クローネであった。
本艦は、艦名由来ともなったスヴァールバル諸島に配備され、洋上警備・救難を担っている。このことから本艦は砕氷船として設計されており、アイスクラス1A1の砕氷能力を備えている。なお、本艦はノルウェー政府が有する唯一の砕氷船である。
艦載機としては、当初はアグスタウェストランド リンクスを搭載していたが、2009年よりNFH90に更新した。